# Psicologia evoluzionista
La psicologia evoluzionista è una branca della psicologia che analizza la selezione e lo sviluppo di specifici processi psicologici in funzione del loro valore adattivo per l'individuo. Prende le sue mosse dalla teoria dell'evoluzione e, soprattutto, dal meccanismo della selezione naturale proposto da Charles Darwin.
Secondo l'approccio della psicologia evoluzionistica, le funzioni mentali degli individui -ivi comprese quelle più complesse, come la memoria, la percezione e il linguaggio- possono essere descritte come adattamenti naturali sviluppati nel corso del processo evolutivo; scopo della disciplina è quello di realizzare e applicare un'ottica adattativa ed evoluzionista allo studio della psicologia, cercando nella selezione naturale le radici di determinati comportamenti.
Sebbene in teoria applicabile a qualunque essere dotato di un sistema nervoso, la psicologia evoluzionista focalizza le proprie ricerche principalmente sul comportamento umano.

## Storia

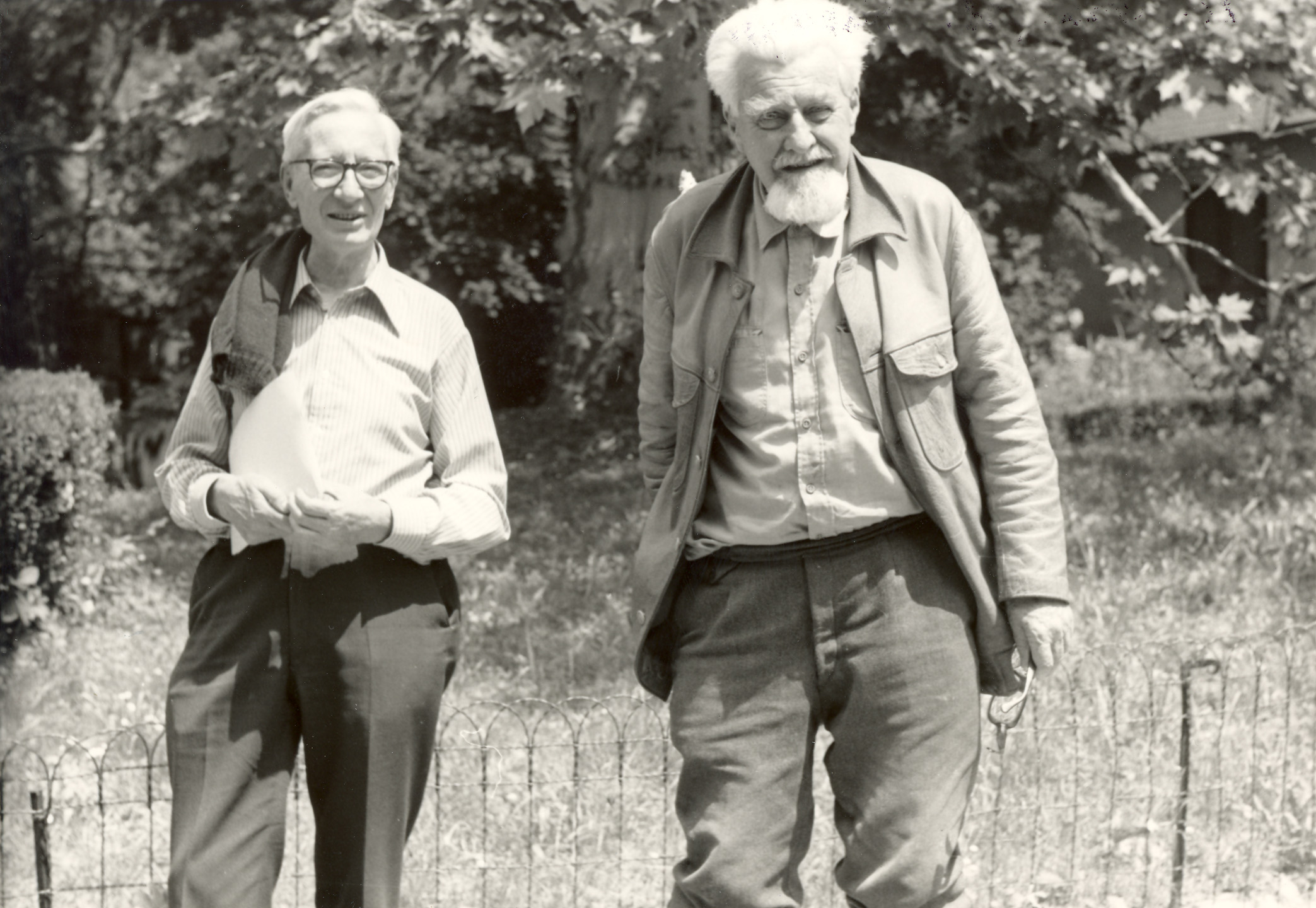
I premi Nobel Nikolaas Tinbergen (sinistra) e Konrad Lorenz (destra) riconosciuti, con Karl von Frisch, per il loro lavoro sul comportamento animale

La psicologia evoluzionista ha le sue radici storiche nella teoria della selezione naturale di Charles Darwin. In L'origine delle specie, Darwin predisse che la psicologia si sarebbe sviluppata su una base evoluzionista:
Due dei suoi libri successivi furono dedicati allo studio delle emozioni e della psicologia animale; L'origine dell'uomo e la selezione sessuale nel 1871 e L'espressione delle emozioni nell'uomo e negli animali nel 1872. Il lavoro di Darwin ispirò l'approccio funzionalista di William James alla psicologia. Le teorie sull'evoluzione, l'adattamento e la selezione naturale di Darwin hanno fornito informazioni sul perché i cervelli funzionano in un dato modo.
Il contenuto della psicologia evoluzionista deriva, da un lato, dalle scienze biologiche (in particolare la teoria evolutiva in riferimento agli ambienti umani antichi, lo studio della paleoantropologia e del comportamento animale) e, dall'altro, dalle scienze umane, in particolare la psicologia.
La biologia evoluzionistica come disciplina accademica è emersa con la sintesi moderna negli anni '30 e '40. Negli anni '30 lo studio del comportamento animale (etologia) è emerso con il lavoro del biologo olandese Nikolaas Tinbergen e dei biologi austriaci Konrad Lorenz e Karl von Frisch.
I lavori di William Donald Hamilton (1964) sulla fitness inclusiva e le teorie di Robert Trivers (1972) sulla reciprocità e l'investimento dei genitori hanno contribuito a stabilire il pensiero evoluzionista nella psicologia e nelle altre scienze sociali. Nel 1975, Edward O. Wilson ha combinato la teoria evolutiva con studi sul comportamento animale e sociale, basandosi sulle opere di Lorenz e Tinbergen, nel suo libro Sociobiology: The New Synthesis.
Negli anni '70, due importanti rami si sono sviluppati dall'etologia. In primo luogo, lo studio del comportamento sociale animale (incluso l'uomo) ha generato la sociobiologia, definita dal suo eminente sostenitore Edward O. Wilson nel 1975 come "lo studio sistematico delle basi biologiche di ogni comportamento sociale" e nel 1978 come " l'estensione della biologia della popolazione e della teoria evolutiva all'organizzazione sociale. " In secondo luogo, esisteva un'ecologia comportamentale che poneva meno enfasi sul comportamento sociale, e si concentrava sulla base ecologica ed evolutiva del comportamento animale e umano.
Negli anni '70 e '80 i dipartimenti universitari cominciarono a includere il termine biologia evolutiva nei loro titoli. L'era moderna della psicologia evoluzionista fu introdotta, in particolare, nel libro del 1979 di Donald Symons L'evoluzione della sessualità umana  e nel libro di John Tooby e Leda Cosmides del 1992, The Adapted Mind.
In psicologia ci sono le principali correnti di psicologia evoluzionista, sociale e cognitiva. Stabilire una certa misura dell'influenza relativa della genetica e dell'ambiente sul comportamento è stato al centro della genetica comportamentale e delle sue varianti, in particolare gli studi a livello molecolare che esaminano la relazione tra geni, neurotrasmettitori e comportamento. La teoria dell'eredità duale (DIT), sviluppata alla fine degli anni '70 e all'inizio degli anni '80, ha una prospettiva leggermente diversa, cercando di spiegare come il comportamento umano sia il prodotto di due processi evolutivi differenti e interagenti: l'evoluzione genetica e l'evoluzione culturale. La DIT è vista da alcuni come una "via di mezzo" tra punti di vista che enfatizzano gli universali umani contro quelli che enfatizzano la variazione culturale.

## Inquadramento teorico
La psicologia evoluzionista è un approccio che considera la natura umana come il prodotto di un insieme universale di adattamenti psicologici evoluti a problemi ricorrenti nell'ambiente ancestrale. I fautori suggeriscono che essa cerca di integrare la psicologia nelle altre scienze naturali, radicandola nella teoria organizzativa della biologia (la teoria evolutiva), e quindi comprendendo la psicologia come una branca della biologia. L'antropologo John Tooby e la psicologa Leda Cosmides notano:
Proprio come la fisiologia umana e la fisiologia evolutiva hanno lavorato per identificare gli adattamenti fisici del corpo che rappresentano la "natura fisiologica umana", lo scopo della psicologia evoluzionista è identificare adattamenti emotivi e cognitivi evoluti che rappresentano la "natura psicologica umana". Secondo Steven Pinker, "non è una singola teoria, ma un ampio insieme di ipotesi" e un termine che "è anche venuto a riferirsi a un particolare modo di applicare la teoria evolutiva alla mente, con un'enfasi sull'adattamento, livello genico, selezione e modularità. " La psicologia evoluzionista adotta una comprensione della mente che si basa sulla teoria computazionale della mente. Descrive i processi mentali come operazioni computazionali, così che, per esempio, una risposta di paura è descritta come derivante da un calcolo neurologico che immette i dati percettivi, per es. un'immagine visiva di un ragno, e produce la reazione appropriata, ad es. paura di animali potenzialmente pericolosi. Secondo questa visione, qualsiasi apprendimento generale è impossibile a causa dell'esplosione combinatoria. Ciò implica l'apprendimento dominio-specifico. La psicologia evoluzionista specifica il dominio come problemi di sopravvivenza e riproduzione.
La psicologia evoluzionista ha radici nella psicologia cognitiva e nella biologia evoluzionista, ma attinge anche dall'ecologia comportamentale, dall'intelligenza artificiale, dalla genetica, dall'etologia, dall'antropologia, dall'archeologia, dalla biologia e dalla zoologia. È strettamente legata alla sociobiologia, ma ci sono differenze fondamentali tra loro, tra cui l'enfasi sui meccanismi specifici piuttosto che generali, la rilevanza delle misure della fitness attuale, l'importanza della teoria del mismatch e l'attenzione alla psicologia piuttosto che al comportamento.
La psicologia evolutiva si concentra principalmente sul "perché" una specie ha evoluto certe strutture psicologiche, mentre la psicologia tradizionale si concentra sul "come" tali strutture funzionano.

## Aree di ricerca
Le aree di ricerca fondamentali della psicologia evoluzionista possono essere divise in due ampie categorie: da un lato i processi cognitivi di base, e il modo in cui essi si sono evoluti all'interno della specie, dall'altra i comportamenti sociali adattivi che derivano dalla teoria dell'evoluzione stessa: sopravvivenza, accoppiamento, genitorialità, famiglia e parentela, interazioni con i non-parenti e evoluzione culturale.

### Processi cognitivi

#### Coscienza
La coscienza incontra i criteri di George Williams in termini di universalità, complessità, e funzionalità, ed è un tratto che apparentemente aumenta l'adattamento.
Nel suo articolo "Evoluzione della coscienza", John Eccles sostiene che speciali adattamenti anatomici e fisici della corteccia cerebrale dei mammiferi hanno dato origine alla coscienza. Al contrario, altri hanno sostenuto che i circuiti cerebrali che sottendono la coscienza siano molto più primitivi, essendosi evoluta inizialmente in specie pre-mammifero perché essa migliora la capacità di interazione con ambienti sia sociali che naturali, fornendo un meccanismo che risparmia energia in una macchina altrimenti costosa di energia. Una volta evolutosi, questo circuito neuronale potrebbe aver fornito una base per lo sviluppo successivo di molte delle funzioni che la coscienza facilita negli organismi superiori, come delineato da Bernard J. Baars. Richard Dawkins ha suggerito che gli umani hanno sviluppato la coscienza per farsi oggetto di pensiero. Daniel Povinelli suggerisce che le grandi scimmie che si arrampicano sugli alberi hanno sviluppato la coscienza per prendere in considerazione la propria massa quando si muovono in sicurezza tra i rami degli alberi. Coerentemente con questa ipotesi, Gordon Gallup scoprì che gli scimpanzé e gli oranghi, ma non le piccole scimmie o i gorilla terrestri, dimostrano l'autoconsapevolezza nel test dello specchio.
Il concetto di coscienza può riferirsi all'azione volontaria, alla consapevolezza o alla veglia. Tuttavia, il comportamento volontario coinvolge anche meccanismi inconsci. Molti processi cognitivi avvengono nell'inconscio cognitivo, non disponibili alla consapevolezza cosciente. Alcuni comportamenti sono consci quando vengono appresi, ma poi diventano inconsci, apparentemente automatici. L'apprendimento, in particolare l'apprendimento implicito di un'abilità, può avvenire al di fuori della coscienza. Ad esempio, molte persone sanno come girare a destra quando vanno in bicicletta, ma pochissimi possono spiegare con precisione come effettivamente lo fanno. La psicologia evoluzionistica si avvicina all'autocoscienza come ad un adattamento che può migliorare i propri risultati negli scambi sociali.
Il sonno può essersi evoluto nell'uomo per conservare energia quando l'attività sarebbe meno fruttuosa o più pericolosa, come di notte, e specialmente durante la stagione invernale.

#### Sensazione e percezione
Molti esperti, come Jerry Fodor, scrivono che lo scopo della percezione è la conoscenza, ma gli psicologi evoluzionisti sostengono che il suo scopo principale sia guidare l'azione. Per esempio, la percezione della profondità sembra essersi evoluta non per aiutarci a conoscere le distanze con gli altri oggetti, ma piuttosto per aiutarci a muoverci nello spazio. Gli psicologi evoluzionisti sostengono che gli animali, dai granchi violinisti agli umani, usano la vista per evitare le collisioni, suggerendo che la visione serve fondamentalmente ad orientare l'azione, non per fornire conoscenza.
Costruire e mantenere organi di senso è metabolicamente costoso, quindi questi organi si evolvono solo quando migliorano la fitness di un organismo. Più della metà del cervello è dedicato all'elaborazione delle informazioni sensoriali, e il cervello stesso consuma circa un quarto delle risorse metaboliche dell'individuo, quindi i sensi devono fornire benefici eccezionali alla fitness. La percezione rispecchia fedelmente il mondo; gli animali ottengono informazioni utili e precise attraverso i loro sensi.
Gli scienziati che studiano la percezione e la sensazione hanno a lungo inteso i sensi umani come adattamenti ai loro mondi circostanti. La percezione della profondità consiste nell'elaborare oltre una mezza dozzina di segnali visivi, ognuno dei quali si basa su una regolarità del mondo fisico. La visione si è evoluta per rispondere alla ristretta gamma di energia elettromagnetica che è abbondante e che non passa attraverso gli oggetti. Le onde sonore aggirano gli angoli e interagiscono con gli ostacoli, creando uno schema complesso che include informazioni utili sulle fonti e le distanze dagli oggetti. Gli animali più grandi, naturalmente, emettono suoni meno acuti come conseguenza delle loro dimensioni. L'intervallo su cui un animale sente, d'altra parte, è determinato dall'adattamento. I piccioni viaggiatori, ad esempio, possono sentire un suono molto basso (infrasuoni) che trasporta grandi distanze, anche se la maggior parte degli animali più piccoli rileva i suoni più acuti. Il gusto e l'olfatto rispondono alle sostanze chimiche presenti nell'ambiente che si ritiene siano state significative per il fitness nell'ambiente dell'adattamento evolutivo. Per esempio, il sale e lo zucchero erano apparentemente entrambi preziosi per gli abitanti umani o pre-umani nell'ambiente di adattamento evolutivo, quindi gli uomini di oggi hanno una fame intrinseca di sapori salati e dolci. Il senso del tatto è in realtà molti sensi, tra cui pressione, calore, freddo, solletico e dolore. Il dolore, nonostante sia sgradevole, è adattivo. Un importante adattamento per i sensi è lo spostamento di gamma, mediante il quale l'organismo diventa temporaneamente più o meno sensibile alle sensazioni. Ad esempio, gli occhi di un individuo si adattano automaticamente alla luce ambientale fioca o luminosa. Le abilità sensoriali di diversi organismi spesso si coevolvono, come nel caso dell'udito di pipistrelli ecolocalici e di quello delle falene che si sono evolute per rispondere ai suoni che i pipistrelli emettono.
Gli psicologi evoluzionisti sostengono che la percezione dimostra il principio di modularità, con meccanismi specializzati che gestiscono particolari compiti di percezione. Ad esempio, le persone con danni a una particolare parte del cervello soffrono del difetto specifico di non essere in grado di riconoscere i volti (prosopagnosia). La psicologia evolutiva suggerisce che questo indica un cosiddetto modulo di lettura del volto.

#### Apprendimento
In psicologia evoluzionista, si pensa che l'apprendimento si realizzi attraverso capacità evolute, in particolare adattamenti facoltativi. Gli adattamenti facoltativi si esprimono in modo diverso a seconda del contributo dell'ambiente. A volte l'input arriva durante lo sviluppo e aiuta a modellare quello sviluppo. Ad esempio, gli uccelli migratori imparano ad orientarsi attraverso le stelle durante un periodo critico della loro maturazione. Gli psicologi evoluzionisti credono che anche gli esseri umani imparino la lingua lungo un programma evoluto, anch'esso con periodi critici. L'input può anche venire durante le attività quotidiane, aiutando l'organismo a far fronte alle mutevoli condizioni ambientali. Ad esempio, gli animali hanno evoluto il riflesso condizionato per risolvere problemi relativi alle relazioni causali. Gli animali realizzano i compiti di apprendimento più facilmente quando tali compiti assomigliano ai problemi che hanno affrontato nel loro passato evolutivo, come ad esempio un ratto che impara dove trovare cibo o acqua. Le capacità di apprendimento a volte dimostrano differenze tra i sessi. In molte specie animali, ad esempio, i maschi possono risolvere problemi spaziali più velocemente e con maggiore precisione rispetto alle femmine, a causa degli effetti degli ormoni maschili durante lo sviluppo. Lo stesso potrebbe essere vero per gli esseri umani.

#### Motivazioni ed emozioni
Le motivazioni dirigono e stimolano il comportamento, mentre le emozioni forniscono la componente affettiva alla motivazione, positiva o negativa. Nei primi anni 1970, Paul Ekman e colleghi hanno iniziato una linea di ricerca che suggerisce che molte emozioni sono universali. Ekman ha trovato prove che gli esseri umani condividono almeno cinque emozioni fondamentali: paura, tristezza, felicità, rabbia e disgusto. Le emozioni sociali evidentemente si sono evolute per motivare comportamenti sociali che erano adattivi nell'ambiente dell'adattamento evolutivo. Ad esempio, il dispetto sembra funzionare contro l'individuo, ma può stabilire la reputazione di un individuo come qualcuno da temere. La vergogna e l'orgoglio possono motivare comportamenti che aiutano a mantenere la propria posizione in una comunità, e l'autostima è la stima del proprio status. La motivazione ha una base neurobiologica nel sistema di ricompensa del cervello. Recentemente, è stato suggerito che i sistemi di ricompensa possono evolversi in modo tale che possa esserci un compromesso intrinseco o inevitabile nel sistema motivazionale per attività di breve o lunga durata.

#### Cognizione
La cognizione si riferisce alle rappresentazioni interne del mondo e all'elaborazione delle informazioni. Da una prospettiva di psicologia evoluzionista, la cognizione non è uno "scopo generale", ma usa l'euristica, o strategie, che generalmente aumentano la probabilità di risolvere problemi che gli antenati degli esseri umani di oggi affrontavano abitualmente. Ad esempio, gli umani di oggi hanno molte più probabilità di risolvere problemi logici che implicano la rilevazione di imbrogli (un problema comune data la natura sociale degli umani) rispetto allo stesso problema logico posto in termini puramente astratti. Dal momento che gli antenati degli esseri umani di oggi difficilmente incontravano eventi realmente casuali, gli esseri umani di oggi possono essere cognitivamente predisposti a identificare erroneamente pattern in sequenze casuali. La "fallacia del giocatore d'azzardo" è un esempio di questo: i giocatori d'azzardo possono falsamente credere di aver raggiunto una "serie fortunata" anche quando ogni risultato è in realtà casuale e indipendente dalle prove precedenti. La maggior parte delle persone crede che se una moneta equa è stata girata 9 volte ed è apparsa ogni volta la testa, al decimo lancio ci sia una probabilità maggiore del 50% di ottenere croce. Gli esseri umani trovano molto più facile fare diagnosi o previsioni usando i dati di frequenza rispetto a quando le stesse informazioni sono presentate come probabilità o percentuali, presumibilmente perché gli antenati degli uomini attuali vivevano in tribù relativamente piccole (di solito con meno di 150 persone) dove le informazioni sulla frequenza erano più facilmente disponibile.

#### Linguaggio
Secondo Steven Pinker, che si basa sull'opera di Noam Chomsky, l'abilità umana universale di imparare a parlare tra i 1 - 4 anni, fondamentalmente senza formazione, suggerisce che l'acquisizione del linguaggio è un adattamento psicologico chiaramente umano. Pinker and Bloom (1990) sostengono che il linguaggio come facoltà mentale condivide molte somiglianze con i complessi organi del corpo, il che suggerisce che, come questi organi, il linguaggio si sia evoluto come adattamento, poiché questo è l'unico meccanismo conosciuto mediante il quale tali organi complessi si possono sviluppare.
Pinker segue Chomsky sostenendo che il fatto che i bambini possano imparare qualsiasi linguaggio umano senza un'istruzione esplicita suggerisce che il linguaggio, inclusa la maggior parte della grammatica, sia fondamentalmente innato e che debba essere attivato solo dall'interazione sociale. Chomsky stesso non crede che il linguaggio si sia evoluto come un adattamento, ma suggerisce che probabilmente si sia evoluto come sottoprodotto di qualche altro adattamento, un cosiddetto spandrel. Ma Pinker e Bloom sostengono che la natura organica del linguaggio suggerisce fortemente che esso abbia un'origine adattativa.
Gli psicologi evoluzionisti sostengono che il gene FOXP2 potrebbe essere associato all'evoluzione del linguaggio umano. Negli anni '80, la psicolinguista Myrna Gropnik ha identificato un gene dominante che causa alterazione del linguaggio in una famiglia della Gran Bretagna. Questo gene si è rivelato essere una mutazione del gene FOXP2. Gli esseri umani hanno un allele unico di questo gene, che è stato altrimenti strettamente conservato attraverso la maggior parte della storia evolutiva dei mammiferi. Questo unico allele sembra essere apparso per la prima volta tra 100.000 e 200.000 anni fa, e ora è quasi universale negli esseri umani. Tuttavia, l'idea un tempo popolare secondo cui FOXP2 è un "gene della grammatica" o che ha innescato l'emergere del linguaggio nell'Homo sapiens è ora ampiamente screditata.
Coesistono diverse teorie concorrenti sull'origine evolutiva del linguaggio, e nessuna di loro ha raggiunto un consenso generale. Ricercatori di acquisizione del linguaggio in primati e umani come Michael Tomasello e Talmy Givón, sostengono che la struttura innatistica ha sottovalutato il ruolo dell'imitazione nell'apprendimento e che non è affatto necessario postulare l'esistenza di un modulo grammaticale innato per spiegare l'acquisizione del linguaggio umano. Tomasello sostiene che gli studi su come i bambini e i primati acquisiscono effettivamente capacità comunicative suggeriscono che gli esseri umani imparano un comportamento complesso attraverso l'esperienza, così che anziché attraverso un modulo specificamente dedicato all'acquisizione del linguaggio, il linguaggio viene acquisito dagli stessi meccanismi cognitivi che sono usati per acquisire tutti gli altri tipi di comportamento socialmente trasmesso.
Sulla questione se il linguaggio sia visto come evoluto come adattamento o come spandrel, il biologo evoluzionista W. Tecumseh Fitch, seguendo Stephen J. Gould, sostiene che è ingiustificato assumere che ogni aspetto del linguaggio sia un adattamento, o che la lingua nel suo complesso sia un adattamento. Egli critica alcuni aspetti della psicologia evoluzionista per suggerire una visione pan-adattoriale dell'evoluzione, e respinge la domanda di Pinker e Bloom sul fatto che "la lingua si sia evoluta come un adattamento" come fuorviante. Egli sostiene invece che da un punto di vista biologico le origini evolutive del linguaggio sono meglio concettualizzate come il probabile risultato di una convergenza di molti adattamenti separati in un sistema complesso. Un argomento simile è sostenuto da Terrence Deacon che in The Symbolic Species sostiene che le diverse caratteristiche del linguaggio si sono co-evolute con l'evoluzione della mente e che la capacità di usare la comunicazione simbolica è integrata in tutti gli altri processi cognitivi.
Se la teoria che la lingua potrebbe evolversi come un singolo adattamento è accettata, la domanda diventa quale delle sue numerose funzioni è stata la base dell'adattamento. Sono state avanzate diverse ipotesi evolutive: il linguaggio si è evoluto ai fini del grooming sociale, che si è a sua volta evoluto come un modo per mostrare il potenziale di accoppiamento, o che si è evoluto per formare contratti sociali. Gli psicologi evoluzionisti riconoscono che queste teorie sono tutte speculative e che sono necessarie molte più prove per capire come il linguaggio potrebbe essere stato adattato in modo selettivo.

#### Personalità
La psicologia evoluzionista è principalmente interessata alla ricerca di elementi comuni tra le persone o alla natura psicologica umana di base. Da una prospettiva evoluzionistica, il fatto che le persone abbiano differenze fondamentali nei tratti della personalità presenta inizialmente qualcosa come un enigma. Il campo della genetica comportamentale si occupa di dividere statisticamente tra le fonti genetiche e ambientali di varianza, ma la comprensione del concetto di ereditabilità può essere difficile - l'ereditabilità si riferisce solo alle differenze tra le persone, mai al grado in cui i tratti di un individuo sono dovuti a fattori ambientali o genetici, poiché i tratti sono sempre un intreccio complesso di entrambi.
I tratti della personalità sono concettualizzati dagli psicologi evolutivi come dovuti alla normale variazione attorno a un optimum, a causa della selezione dipendente dalla frequenza (polimorfismi comportamentali), o come adattamenti facoltativi. Come la variabilità in altezza, alcuni tratti della personalità possono semplicemente riflettere la variabilità interindividuale attorno a un ottimo generale. Oppure, i tratti della personalità possono rappresentare "metamorfosi comportamentali" geneticamente predisposte - strategie comportamentali alternative che dipendono dalla frequenza delle strategie comportamentali concorrenti nella popolazione. Per esempio, se la maggior parte della popolazione è generalmente fiduciosa e credulona, la metamorfosi comportamentale di essere un "imbroglione" (o, nel caso estremo, un sociopatico) può essere vantaggiosa. Infine, come molti altri adattamenti psicologici, i tratti della personalità possono essere facoltativi: sensibili alle variazioni tipiche dell'ambiente sociale, specialmente durante lo sviluppo iniziale. Ad esempio, i bambini nati più tardi sono più propensi dei primi a essere ribelli, meno coscienziosi e più aperti a nuove esperienze, il che può essere vantaggioso per loro dato il loro particolare posto nella struttura familiare. È importante notare che le influenze ambientali condivise svolgono un ruolo nella personalità e non hanno sempre minore importanza dei fattori genetici. Tuttavia, le influenze ambientali condivise spesso diminuiscono quasi allo zero dopo l'adolescenza, ma non scompaiono del tutto.

### Comportamenti sociali

#### Accoppiamento
Dato che la riproduzione sessuale è il mezzo attraverso il quale i geni si propagano nelle generazioni future, la selezione sessuale gioca un ruolo importante nell'evoluzione umana. L'accoppiamento umano, quindi, interessa gli psicologi evoluzionisti che mirano a studiare meccanismi evoluti per attrarre e proteggere i compagni. Diverse linee di ricerca sono derivate da questo interesse, come gli studi di selezione del compagno appropriazione del compagno altrui, mantenimento del compagno, preferenze di accoppiamento, e conflitto tra i sessi.
Nel 1972 Robert Trivers pubblicò un autorevole articolo sulle differenze sessuali che ora viene chiamato teoria dell'investimento genitoriale. Le differenze di dimensioni dei gameti (anisogamia) sono la fondamentale differenza, che definisce la differenza tra maschi (gameti piccoli - spermatozoi) e femmine (gameti grandi - ovuli). Trivers ha osservato che l'anisogamia generalmente porta a diversi livelli di investimento genitoriale tra i sessi, con le femmine che inizialmente investono di più. Trivers ha proposto che questa differenza nell'investimento dei genitori porti alla selezione sessuale di diverse strategie riproduttive tra i sessi e ai conflitti sessuali. Ad esempio, ha suggerito che il sesso che investe meno nella prole in genere competerà per l'accesso al sesso ad alto reddito per aumentare la sua idoneità inclusiva (vedi anche il principio di Bateman). Trivers ipotizzò che l'investimento genitoriale differenziale portò all'evoluzione dei dimorfismi sessuali nella scelta del compagno, nella competizione riproduttiva intra- e inter-sessuale e nelle esibizioni del corteggiamento. Nei mammiferi, compresi gli esseri umani, le femmine fanno un investimento genitoriale molto più grande rispetto ai maschi (cioè la gestazione seguita da parto e allattamento). La teoria dell'investimento dei genitori è un ramo della "teoria della storia di vita".
La teoria delle strategie sessuali di Buss e Schmitt (1993) ha proposto che, a causa dell'investimento genitoriale differenziale, gli esseri umani hanno sviluppato adattamenti sessualmente dimorfici relativi all'accessibilità sessuale, alla valutazione della fertilità, alla ricerca e all'elusione dell'impegno, all'approvvigionamento di risorse immediato e duraturo, alla certezza della paternità, alla valutazione del valore dell'accoppiamento e dell'investimento genitoriale". La loro teoria di interferenza strategica ha suggerito che il conflitto tra i sessi si verifica quando le strategie riproduttive preferite di un sesso interferiscono con quelle dell'altro sesso, causando l'attivazione di risposte emotive come la rabbia o la gelosia.
Le donne sono generalmente più selettive quando scelgono i compagni, specialmente in condizioni di accoppiamento a lungo termine. Tuttavia, in alcune circostanze, l'accoppiamento a breve termine può fornire benefici anche alle donne, come l'assicurazione per la fertilità, i geni migliori, la riduzione del rischio di consanguineità e la protezione assicurativa della progenie.
A causa dell'insicurezza della paternità maschile, sono state trovate differenze di sesso nei domini della gelosia sessuale. Le femmine generalmente reagiscono più negativamente all'infedeltà emotiva e i maschi reagiranno di più alle infedeltà sessuali. Questo modello particolare è previsto perché i costi coinvolti nell'accoppiamento per ciascun sesso sono distinti. Le donne, in media, dovrebbero preferire un compagno che possa offrire risorse (ad es. risorse finanziarie, impegno), quindi una donna rischierebbe di perdere tali risorse con un compagno che commette infedeltà emotiva. Gli uomini, d'altra parte, non sono mai certi della paternità genetica dei loro figli, poiché non partoriscono la prole ("insicurezza della paternità"). Questo suggerisce che per gli uomini l'infedeltà sessuale sarebbe generalmente più avversa all'infedeltà emotiva perché investire risorse nella progenie di un altro uomo non porta alla propagazione dei propri geni.
Un'altra linea di ricerca interessante è quella che esamina le preferenze di accoppiamento delle donne attraverso il ciclo ovulatorio. Il fondamento teorico di questa ricerca è che le donne ancestrali avrebbero sviluppato meccanismi per selezionare i compagni con determinati tratti a seconda del loro stato ormonale. Conosciuta come ipotesi di spostamento ovulatorio, la teoria postula che, durante la fase ovulatoria del ciclo di una donna (circa 10-15 giorni del ciclo femminile), una donna che si accoppiava con un maschio con alta qualità genetica avrebbe avuto più probabilità, in media, di produrre e allevare una prole sana rispetto a una donna che si accoppiava con un maschio con bassa qualità genetica. Si prevede che queste presunte preferenze siano particolarmente evidenti per i domini di accoppiamento a breve termine, perché un potenziale compagno di sesso maschile offrirebbe solo geni a una potenziale prole. Questa ipotesi consente ai ricercatori di esaminare se le donne selezionano i compagni che hanno caratteristiche che indicano un'elevata qualità genetica durante l'alta fase di fertilità dei loro cicli ovulatori. Infatti, gli studi hanno dimostrato che le preferenze delle donne variano nel ciclo ovulatorio. In particolare, Haselton e Miller (2006) hanno dimostrato che le donne altamente fertili preferiscono gli uomini creativi ma poveri come compagni a breve termine. La creatività può essere una garanzia di buoni geni. Una ricerca di Gangestad et al. (2004) indica che le donne altamente fertili preferiscono uomini che mostrano presenza sociale e competizione intrasessuale; questi tratti possono fungere da spunti che aiuterebbero le donne a prevedere quali uomini potrebbero avere o potrebbero acquisire risorse.

#### Genitorialità
La riproduzione è sempre costosa per le donne e lo può essere anche per gli uomini. Gli individui sono limitati nel grado in cui possono dedicare tempo e risorse per produrre e allevare i loro piccoli, e tale spesa può anche essere dannosa per la loro condizione futura, la sopravvivenza e l'ulteriore produzione riproduttiva. L'investimento parentale è qualsiasi spesa dei genitori (tempo, energia ecc.) che avvantaggi una prole a un costo per la capacità dei genitori di investire in altri componenti del fitness (Clutton-Brock 1991: 9; Trivers 1972). I componenti del fitness (Beatty 1992) includono il benessere della prole esistente, la futura riproduzione dei genitori e l'idoneità inclusiva attraverso l'aiuto ai familiari (Hamilton, 1964). La teoria dell'investimento dei genitori è un ramo della teoria della storia di vita.
La teoria di Robert Trivers sull'investimento parentale prevede che il sesso che fa il più grande investimento nell'allattamento, allevando e proteggendo la prole sarà più discriminante nell'accoppiamento e che il sesso che investe meno nella prole competerà per l'accesso al sesso con investimento più elevato (vedi il principio di Bateman). Le differenze sessuali nello sforzo genitoriale sono importanti nel determinare la forza della selezione sessuale.
I benefici dell'investimento dei genitori verso la prole sono ampi e associati agli effetti sulla condizione, sulla crescita, sulla sopravvivenza e, in definitiva, sul successo riproduttivo della prole. Tuttavia, questi benefici possono comportare il costo della capacità dei genitori di riprodursi in futuro, ad es. attraverso l'aumento del rischio di lesioni durante la difesa della prole contro i predatori, la perdita di opportunità di accoppiamento mentre allevano la prole e un aumento del tempo per la successiva riproduzione. Nel complesso, i genitori sono selezionati per massimizzare la differenza tra i benefici e i costi e l'assistenza parentale si evolverà probabilmente quando i benefici supereranno i costi.
L'effetto Cenerentola è una presunta alta incidenza di figliastri che sono fisicamente, emotivamente o sessualmente abusati, trascurati, uccisi o altrimenti maltrattati per mano dei loro genitori a tassi significativamente più alti rispetto alle loro controparti genetiche. Prende il nome dal personaggio fiabesco Cenerentola, che nella storia fu crudelmente maltrattata dalla matrigna e dalle sorellastre. Daly and Wilson (1996) osservano: "Il pensiero evolutivo portò alla scoperta del più importante fattore di rischio per l'omicidio minorile - la presenza di un patrigno/matrigna - gli sforzi e gli investimenti dei genitori sono risorse preziose, e la selezione favorisce quelle psiche genitoriali che allocano lo sforzo in modo efficace. I problemi di adattamento che sfidano il processo decisionale dei genitori includono sia l'accurata identificazione della propria prole che l'allocazione delle risorse, con sensibilità ai loro bisogni e abilità per convertire gli investimenti dei genitori in incrementi di fitness. I figliastri sono raramente o mai preziosi alla propria fitness come sarebbe la propria progenie, e quelle psiche parentali che erano facilmente parassizzate da un qualsiasi giovane attraente devono sempre aver subito uno svantaggio selettivo "(Daly & Wilson, 1996, pp. 64–65). Tuttavia, Daly e Wilson notano che non tutti i genitori acquisiti "vogliono" abusare dei figli dei loro partner, e che la paternità genetica non è un'assicurazione contro gli abusi. Essi vedono la cura genitoriale dei genitori acquisiti in primo luogo come "sforzo di accoppiamento" verso il genitore genetico.

#### Famiglia e parentela
La fitness inclusiva è la somma della fitness classica di un organismo (quanti suoi figli produce e sostiene) e il numero di equivalenti della sua progenie che può aggiungere alla popolazione sostenendo gli altri. Il primo componente è chiamato fitness classica da Hamilton (1964).
Dal punto di vista del gene, il successo evolutivo dipende in ultima analisi dal lasciare il numero massimo di copie di se stesso nella popolazione. Fino al 1964, si riteneva generalmente che i geni riuscissero a ottenere ciò solo facendo sì che l'individuo lasciasse il numero massimo di prole in salute. Tuttavia, nel 1964, W. D. Hamilton dimostrò matematicamente che, poiché i parenti stretti di un organismo condividono alcuni geni identici, un gene può anche aumentare il suo successo evolutivo promuovendo la riproduzione e la sopravvivenza di questi individui correlati o comunque simili. Hamilton ha concluso che ciò porta alla selezione naturale per favorire gli organismi che si comporterebbero in modi che massimizzano la loro fitness inclusiva. È anche vero che la selezione naturale favorisce il comportamento che massimizza la fitness personale.
La regola di Hamilton descrive matematicamente se un gene per comportamento altruistico si diffonderà o meno in una popolazione:
{\displaystyle rb>c\ }
dove
- {\displaystyle c\ } è il costo riproduttivo per l'altruista,
- {\displaystyle b\ } è il beneficio riproduttivo per il destinatario del comportamento altruistico, e
- {\displaystyle r\ } è la probabilità, al di sopra della media della popolazione, degli individui che condividono un gene altruistico - comunemente visto come "grado di parentela".

Il concetto serve a spiegare come la selezione naturale possa perpetuare l'altruismo. Se esiste un "gene dell'altruismo" (o complesso di geni) che influenza il comportamento di un organismo per essere utile e protettivo nei confronti dei parenti e della loro prole, questo comportamento aumenta anche la proporzione del gene dell'altruismo nella popolazione, perché i parenti potrebbero condividere geni con l'altruista dovuti alla discendenza comune. Gli altruisti possono anche avere un modo per riconoscere il comportamento altruistico in individui non imparentati e essere inclini a sostenerli. Come sottolinea Dawkins ne Il gene egoista (capitolo 6) e Il fenotipo esteso (capitolo 9), questo deve essere distinto dall'effetto barba verde.
Anche se è generalmente vero che gli umani tendono ad essere più altruisti nei confronti dei loro parenti, i relativi meccanismi che mediano questa cooperazione sono stati messi in discussione, con alcuni che sostengono che lo stato di parentela è determinato principalmente attraverso fattori culturali (come la co-residenza, associazione materna di fratelli, ecc.), mentre altri hanno sostenuto che il riconoscimento di parentela può anche essere mediato da fattori biologici come la somiglianza facciale e la somiglianza immunogenetica del complesso maggiore di istocompatibilità (MHC). Per una discussione sull'interazione di questi fattori di riconoscimento dei parenti sociali e biologici, vedi Lieberman, Tooby e Cosmides (2007)
Qualunque sia il meccanismo di riconoscimento della parentela, vi sono prove sostanziali che gli esseri umani agiscono in genere in modo più altruistico verso parenti genetici rispetto ai non-parenti genetici.

#### Interazioni con i non-parenti
Sebbene le interazioni con i non-parenti siano generalmente meno altruistiche rispetto a quelle con i parenti, la cooperazione può essere mantenuta con i non-parenti attraverso la reciprocità mutualmente vantaggiosa, come è stato proposto da Robert Trivers. Se ci sono ripetuti incontri tra gli stessi due giocatori in un "gioco evolutivo" in cui ognuno di loro può scegliere di "cooperare" o "disertare", allora una strategia di cooperazione reciproca può essere favorita, anche se, nel breve termine, è più redditizio disertare quando l'altro coopera. La reciprocità diretta può portare all'evoluzione della cooperazione solo se la probabilità, w, di un altro incontro tra gli stessi due individui supera il rapporto costo-beneficio dell'atto altruistico:
w > c/b
La reciprocità può anche essere indiretta se le informazioni sulle interazioni precedenti sono condivise. La reputazione consente l'evoluzione della cooperazione mediante reciprocità indiretta. La selezione naturale favorisce le strategie che basano la decisione di aiutare sulla reputazione del destinatario: gli studi dimostrano che le persone che sono più disponibili hanno maggiori probabilità di ricevere aiuto. I calcoli della reciprocità indiretta sono complicati e solo una piccola parte di questo universo è stata scoperta, ma ancora una volta è emersa una semplice regola. La reciprocità indiretta può solo promuovere la cooperazione se la probabilità, q, di conoscere la reputazione di qualcuno supera il rapporto costo-beneficio dell'atto altruistico:
q > c/b
Un importante problema con questa spiegazione è che gli individui possono essere in grado di evolvere la capacità di oscurare la loro reputazione, riducendo la probabilità, q, che essa sarà conosciuta.
Trivers sostiene che l'amicizia e le varie emozioni sociali si sono evolute per gestire la reciprocità. Simpatia e antipatia, dice, si sono evoluti per aiutare gli antenati degli esseri umani di oggi a formare coalizioni con altri che hanno ricambiato e ad escludere coloro che non hanno ricambiato. L'indignazione morale può essersi evoluta per impedire che l'altruismo venga sfruttato dagli imbroglioni, e la gratitudine può aver motivato gli antenati degli esseri umani di oggi a ricambiare in modo appropriato dopo aver beneficiato dell'altruismo altrui. Allo stesso modo, gli umani di oggi si sentono in colpa quando non riescono a ricambiare. Queste motivazioni sociali corrispondono a quello che gli psicologi evoluzionisti si aspettano di vedere negli adattamenti che si sono evoluti per massimizzare i benefici e minimizzare gli inconvenienti della reciprocità.
Gli psicologi evoluzionisti affermano che gli umani hanno adattamenti psicologici che si sono evoluti specificamente per aiutarci a identificare i non-reciprocatori, comunemente definiti "imbroglioni". Nel 1993, Robert Frank e i suoi collaboratori hanno scoperto che i partecipanti allo scenario del dilemma del prigioniero erano spesso in grado di prevedere se i loro partner avrebbero "imbrogliato", basandosi su una mezz'ora di interazione sociale non strutturata. In un esperimento del 1996, ad esempio, Linda Mealey e i suoi colleghi hanno scoperto che le persone ottenevano risultati migliori nel ricordare i volti delle persone quando quelle facce erano associate a storie su quegli individui che imbrogliavano (come appropriazione indebita di denaro da una chiesa).

#### In-group e out-group
Gli esseri umani possono avere evoluto una serie di adattamenti psicologici che li predispongono a essere più cooperativi di quanto non ci si aspetterebbe con i membri del loro gruppo tribale (in-group) e meno cooperativi verso i membri di altri gruppi tribali (out-group). Questi adattamenti potrebbero essere stati una conseguenza della guerra tribale. Gli esseri umani possono anche avere predisposizioni per la "punizione altruistica", ovvero per punire i membri che violano le regole del gruppo, quando questo comportamento altruistico non può essere giustificato in termini di aiuto a coloro a cui sei legato (parente), cooperazione con coloro che interagiranno ancora con te (reciprocità diretta) o cooperazione per migliorare la propria reputazione con gli altri (reciprocità indiretta).

#### Evoluzione culturale
Sebbene la psicologia evoluzionista si sia tradizionalmente focalizzata su comportamenti a livello individuale, determinati da adattamenti psicologici tipici delle specie, è stato fatto un lavoro considerevole su come questi adattamenti modellino e, alla fine governino, la cultura. Tooby e Cosmides hanno sostenuto che la mente consiste in molti adattamenti psicologici specifici per dominio, alcuni dei quali possono limitare quale materiale culturale è appreso o insegnato. Al contrario di un programma di acquisizione culturale generale, in cui un individuo riceve passivamente cultura dal gruppo, Tooby and Cosmides, tra gli altri, sostengono che "la psiche si è evoluta per generare comportamenti adattivi piuttosto che ripetitivi, e quindi analizza criticamente il comportamento di coloro che lo circondano in modi altamente strutturati e modellati, da utilizzare come fonte di informazione ricca (ma non per questo l'unica) da cui costruire una "cultura privata" o un sistema adattativo adattato individualmente; di conseguenza, questo sistema può o meno rispecchiare il comportamento degli altri in un dato ambito."

## Ricezione e critiche
I critici della psicologia evoluzionista la accusano di promuovere il determinismo genetico, l'adattazionismo (l'idea che tutti i comportamenti e le caratteristiche anatomiche siano adattamenti), ipotesi non falsificabili, spiegazioni secondarie o estreme del comportamento quando le spiegazioni immediate sono superiori, e idee politiche o morali sfavorevoli.

### Implicazioni etiche
I critici hanno sostenuto che la psicologia evoluzionista potrebbe essere utilizzata per giustificare le gerarchie sociali esistenti e le politiche reazionarie. È stato anche suggerito dalla critica che le teorie e le interpretazioni degli psicologi evoluzionisti dei dati empirici si basano pesantemente su ipotesi ideologiche su razza e genere.
In risposta a tali critiche, gli psicologi evoluzionisti spesso mettono in guardia dal commettere la fallacia naturalistica - l'assunto che "ciò che è naturale" è necessariamente un bene morale. Tuttavia, la loro cautela nei confronti del commettere la fallacia naturalistica è stata a sua volta criticata come mezzo per soffocare le legittime discussioni etiche.

### Riduzionismo e determinismo
Alcuni critici considerano la psicologia evoluzionista come una forma di riduzionismo e determinismo genetico; una critica comune è che la psicologia evoluzionista non affronta la complessità dello sviluppo individuale e dell'esperienza e non riesce a spiegare l'influenza dei geni sul comportamento individuale. Gli psicologi evoluzionisti rispondono che stanno lavorando all'interno di un quadro interazionista natura-cultura, che riconosce che molti adattamenti psicologici sono facoltativi (sensibili alle variazioni ambientali durante lo sviluppo individuale). La disciplina generalmente non è focalizzata su analisi immediate del comportamento, ma piuttosto si focalizza sullo studio della causalità distale / ultimativa (l'evoluzione degli adattamenti psicologici). Il campo della genetica comportamentale è focalizzato sullo studio dell'influenza immediata dei geni sul comportamento.

### Non testabilità delle ipotesi
Una critica frequente della disciplina è che le ipotesi della psicologia evoluzionista sono spesso arbitrarie e difficili o impossibili da testare adeguatamente, mettendo così in discussione il suo status di disciplina scientifica vera e propria, ad esempio perché molti tratti attuali probabilmente si sono evoluti per servire funzioni diverse rispetto a oggi. Le ipotesi di psicologia evoluzionista sono difficili da verificare, ma gli psicologi evoluzionisti affermano che non è impossibile. Parte della critica alla base scientifica della psicologia evoluzionista include una critica del concetto di ambiente di adattamento evolutivo. Alcuni critici hanno sostenuto che i ricercatori conoscono così poco l'ambiente in cui si è evoluto l'Homo Sapiens che spiegare tratti specifici come adattamento a quell'ambiente diventa altamente speculativo. Gli psicologi evoluzionisti rispondono che molte cose su quell'ambiente sono conosciute, compresi i fatti che gli antenati degli esseri umani di oggi erano cacciatori-raccoglitori, che generalmente vivevano in piccole tribù, ecc.